# Pero denticulata
Pero denticulata là một loài bướm đêm trong họ Geometridae.